# Théoctiste le Logothète
Pour les articles homonymes, voir Théoctiste.
Théoctiste (grec : Θεόκτιστος) est un homme d'État byzantin du IXe siècle, mort le 20 novembre 855, qui exerce longtemps de très hautes responsabilités et est notamment régent de l'Empire après la mort de l'empereur Théophile en janvier 842.

## Ascension
C'est un eunuque, et son arrivée aux affaires date de l'avènement de l'empereur Michel II en 820, qu'il semble favoriser car il est récompensé par le titre de patrice et par la fonction de chartoularios epi tou kanikleiou, c'est-à-dire « secrétaire de l'encrier », une fonction d'autant plus importante que Michel II, chose rare pour un empereur byzantin, semble avoir été illettré. Sous Théophile, il est promu au rang de magistros, à l'époque le plus élevé de la hiérarchie palatine en dehors de la famille impériale, et assume la fonction de logothetês tou dromou (« logothète du drome »), c'est-à-dire ministre des affaires étrangères. Peu avant de mourir de dysenterie, Théophile le nomme gouverneur de son fils Michel III, âgé de moins de deux ans.

## Régence avec Théodora

### Rétablissement du culte des images
Après la mort de Théophile, un conseil de régence est mis en place, composé de sa veuve Théodora, de l'oncle de cette dernière Manuel, de ses deux frères Bardas et Pétronas, et de Théoctiste. Avec l'appui de Théodora, il exerce la réalité du gouvernement, et le duo qu'il forme, comme eunuque ministre, avec l'impératrice régente rappelle celui qu'avaient formé Irène et Staurakios. Mais il est rapidement confronté à l'inimitié de Bardas.
Comme Irène, Théodora avait été l'épouse iconophile d'un empereur iconoclaste. Sitôt Théophile mort, elle et Théoctiste préparent le rétablissement du culte des images. Ils ne recourent pas à la convocation d'un concile, procédure lourde qui aurait supposé la déposition préalable du patriarche Jean le Grammairien, et dont le succès n'était pas garanti après vingt-sept ans de gouvernement iconoclaste. Au lieu de cela, le premier dimanche du carême de 843 (le 4 mars), une simple assemblée informelle de hauts fonctionnaires et d'hommes d'Église triés sur le volet se réunit au domicile de Théoctiste : elle réaffirme la validité du deuxième concile de Nicée de 787, dépose le patriarche Jean le Grammairien qui n'était pas présent et qui est arrêté, et le remplace par le moine Méthode, l'un des chefs de file du parti iconophile, qui d'ailleurs avait entretenu d'assez bonnes relations avec Théophile. Théodora et Théoctiste font en général tout leur possible pour protéger la mémoire du défunt empereur. L'assemblée tenue chez Théoctiste est suivie le dimanche suivant d'une procession solennelle de réintégration des icônes à Sainte-Sophie, dirigée par Méthode en présence de la famille impériale et du logothète. Ces événements sont depuis commémorés chaque année par l'Église orthodoxe sous le nom de Triomphe de l'orthodoxie.
Le nouveau patriarche Méthode dépose et remplace presque tous les évêques de l'Empire, même ceux qui abjurèrent l'iconoclasme, car ils avaient méprisé les décrets d'un concile œcuménique. Parmi les prélats radiés, il y eut Léon le Mathématicien, archevêque de Thessalonique depuis 840 environ ; auparavant, dans les années 830, c'est Théoctiste qui lui avait fait accorder une pension et lui avait permis de donner des cours publics dans l'église des Quarante-Martyrs, au centre de la capitale. Après 843, le patronage du savant passa à Bardas, qui l'installa avec d'autres professeurs dans le palais de la Magnaure. Le logothète, quant à lui, s'était fait le tuteur des frères Constantin et Méthode, orphelins d'un officier de Thessalonique nommé Léon ; élève de Léon le Mathématicien et de Photius, Constantin fut bientôt surnommé « le Philosophe » et fut chargé, avec son frère, d'importantes missions à l'étranger. Quant à Photius, c'est Théoctiste qui le nomma, à une date débattue par les historiens (peut-être 851), prôtoasêkrêtis, chef de la chancellerie impériale, et numéro deux du gouvernement.

### Expédition en Crète
Quelques jours seulement après la grande procession qui ramène les icônes à Sainte-Sophie, Théoctiste prend avec Serge le Nicétiate, un parent de l'impératrice, la tête d'une flotte qui cingle vers la Crète, laquelle avait été conquise par les Arabes en 823. Le nouveau gouvernement orthodoxe veut visiblement faire taire toute contestation par une victoire militaire éclatante. Au début, tout se passe bien : les troupes débarquent, les Arabes sont assiégés, un thème de Crète est reconstitué. Mais Théoctiste est averti qu'en son absence Théodora s'apprête à faire proclamer un nouvel empereur, sans doute Bardas. Laissant Serge en Crète, le logothète se hâte de regagner la capitale. Il n'y est pas plus tôt arrivé qu'on annonce que l'émir de Mélitène s'approche avec des forces très importantes. Théoctiste rassemble une armée et se porte à la rencontre des Arabes, qu'il affronte près du Mauropotamos (la « Rivière Noire ») en Bithynie. Mais une partie des Byzantins désertent, et le ministre est battu à plates coutures ; les troupes de l'émir parviennent jusqu'au Bosphore. Pendant ce temps, les Arabes de Crète ont contre-attaqué, tué Serge le Nicétiate, et forcé l'armée byzantine à quitter l'île. De retour à Constantinople, Théoctiste persuade Théodora que ces revers sont dus aux intrigues de Bardas (notamment les désertions massives pendant la bataille du Mauropotamos), et le frère de l'impératrice est banni de la capitale.

### Politique extérieure
Cependant, le califat des Abbassides étant entré en décadence, la menace musulmane se relâche assez vite : une série d'attaques de l'émir de Tarse sont facilement repoussées. Mais en Sicile, où les Arabes avaient débarqué en 827 et où ils s'étaient emparés de Palerme en 831, une expédition menée en 848 pour les déloger échoue. Les Byzantins mènent des raids sans conséquences sur la côte égyptienne en 853-854, et l'année suivante une armée commandée par Théoctiste pénètre sur le territoire de l'émirat de Tarse, met à sac la ville d'Anazarbe et fait vingt-mille prisonniers, dont certains, refusant de se convertir au christianisme, sont exécutés. Quant aux Bulgares, ils attaquent en Thrace en 846 à l'expiration d'un traité de trente ans, mais ils sont rapidement ramenés à la raison, et leur khan Pressiyan accepte de renouveler le traité.
Théodora et Théoctiste mènent aussi une politique de répression sanglante contre la secte des Pauliciens, qui s'est organisée en principauté autonome en Anatolie orientale. En Thessalie et dans le Péloponnèse, le stratège Théoctiste Bryennios entreprend la soumission définitive de la population slave installée là depuis le VIIe siècle.

### Chute
En 855, Michel III, âgé de quinze ans, se signale par ses frasques et son manque de sérieux. Théodora et Théoctiste veulent le marier et organisent l'habituel concours pour sélectionner la fiancée, mais ils disqualifient la maîtresse de l'empereur, Eudocie Ingérina, et imposent la vertueuse mais terne Eudocie Décapolitissa. D'autre part, ils refusent au jeune empereur la promotion à un poste important d'un de ses proches qui n'avait pas une bonne réputation. Mécontent de cette tutelle, Michel rappelle dans la capitale son oncle Bardas, et tous deux font arrêter et assassiner Théoctiste (20 novembre 855). Quatre mois plus tard, en mars 856, Théodora, qui ne décolérait pas du meurtre de son ministre, est à son tour écartée, déchue de son titre d'Augousta, et l'année suivante, accusée d'intrigues, elle est enfermée dans un monastère.